# Global Times
Global Times is een Chinees tabloid-dagblad en nieuwswebsite, met ondersteuning van het Volksdagblad. Global Times focust op het internationale gebeuren, vanuit het standpunt van de Chinese overheid.
De Chineestalige editie startte in 1993, de Engelstalige editie dateert uit 2009, en verschijnt van maandag tot vrijdag.